# Mit Ernst, o Menschenkinder

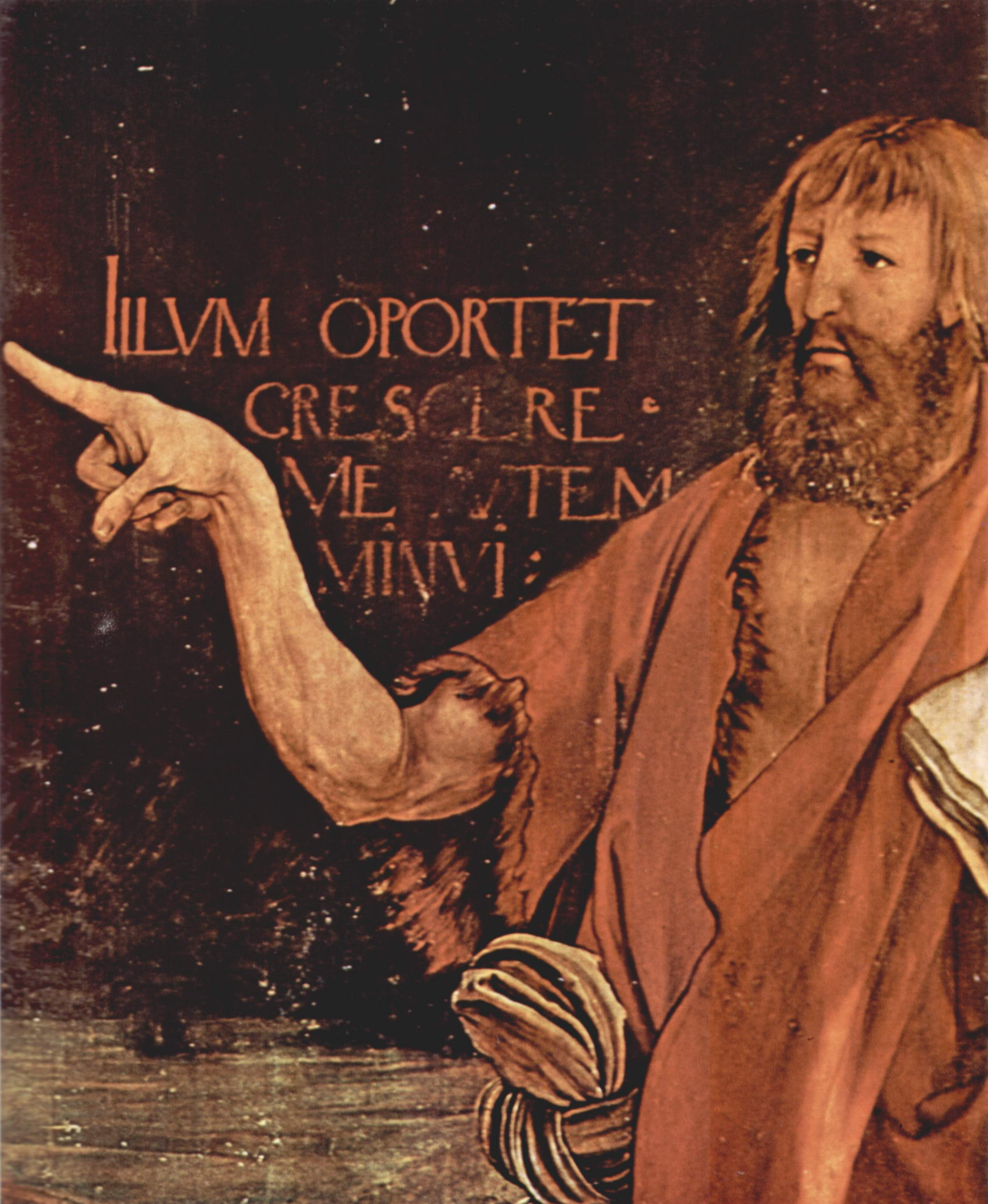
Grünewald, Predigt Johannes d. Täufers, Isenheimer Altar

Mit Ernst, o Menschenkinder ist ein Choral, der den adventlichen Aspekt der Buße in den Mittelpunkt stellt. Der Text stammt von Valentin Thilo (1607–1662), einem Angehörigen des Königsberger Dichterkreises.

## Überlieferung
Das Lied erschien zunächst 1642 bei Johann Stobäus in den Preußischen Festliedern, der dazu eine für den Kunstgesang bestimmte Melodie schuf. In Ostpreußen sang man das Lied auf eine Melodie Johannes Eccards. Die heute und seit langem gängige Melodie geht auf das französische Lied Une Jeune Pucelle (Lyon 1557) zurück. Ludwig Helmbold legte sie 1563 zunächst dem Choral Von Gott will ich nicht lassen bei.
Das Lied legt seine Worte Johannes dem Täufer in den Mund, wie aus seiner vierten ursprünglichen Strophe hervorgeht, die mit der Neufassung des Hannoverschen Gesangbuches 1657 verdrängt wurde:
Das war Johannis Stimme, das war Johannis Lehr;

Gott strafet den mit Grimme, der ihm nicht gibt Gehör.

O Herr Gott, mach auch mich zu deines Kindes Krippen,

so sollen meine Lippen mit Ruhm erheben dich.
In den Strophen 1 und 3 klingt eine mystisch-spiritualisierende Herzensfömmigkeit an. Diese bilden gleichsam den Rahmen für die zentrale Aussage in der zweiten Strophe, den Bußruf Johannes des Täufers, der damit nachdrücklich auf den herankommenden Messias (Jesus Christus) verweist.
„Bereitet den Weg des Herrn, macht seine Steige eben!“ (Mk 1,3–4 ),
Diese Aufforderung basiert ihrerseits auf der Weissagung des Propheten Jesaja:
„In der Wüste bereitet dem HERRN den Weg, macht in der Steppe eine ebene Bahn unserm Gott! Alle Täler sollen erhöht werden, und alle Berge und Hügel sollen erniedrigt werden, und was uneben ist, soll gerade, und was hügelig ist, soll eben werden.“ (Jes 40,3–4 ).

## Text
1. Mit Ernst, o Menschenkinder, das Herz in euch bestellt,

    bald wird das Heil der Sünder, der wunderstarke Held,

    den Gott aus Gnad allein der Welt zum Licht und Leben

    versprochen hat zu geben, bei allen kehren ein.

2. Bereitet doch fein tüchtig den Weg dem großen Gast;

    macht seine Steige richtig, lasst alles, was er hasst;

    macht alle Bahnen recht, die Tal lasst sein erhöhet,

    macht niedrig, was hoch stehet, was krumm ist, gleich und schlicht.

3. Ein Herz, das Demut liebet, bei Gott am höchsten steht;

    ein Herz, das Hochmut übet, mit Angst zugrunde geht;

    ein Herz, das richtig ist und folget Gottes Leiten,

    das kann sich recht bereiten, zu dem kommt Jesus Christ.

4. Ach mache du mich Armen zu dieser heilgen Zeit

    aus Güte und Erbarmen, Herr Jesu, selbst bereit.

    Zieh in mein Herz hinein vom Stall und von der Krippen,

    so werden Herz und Lippen dir allzeit dankbar sein.
Der Choral findet sich bis heute im Evangelischen Gesangbuch (EG 10). Auch im Gesangbuch Feiern & Loben (FL 192) und im Mennonitischen Gesangbuch (MG 241) ist es enthalten. Das alte Gotteslob von 1975 bot unter der Nummer 113 eine dreistrophige Version, bestehend aus der ersten, zweiten (überarbeitet) und vierten Strophe des EG-Textes. Im Stammteil des am 1. Adventssonntag 2013 eingeführten neuen Gotteslobes ist es nicht mehr enthalten. Allerdings wurde das Lied in einige regionale Eigenteile übernommen, so sind beispielsweise im gemeinsamen Eigenteil der Bistümer Rottenburg-Stuttgart und Freiburg unter Nummer 752 alle vier Strophen abgedruckt, wobei auch hier  die überarbeitete zweite Strophe aus dem alten Gotteslob übernommen wurde.